# Колчаки
Колчаки́ — род российских деятелей.

С. Ф. Омирова, супруга Колчака

Жена Колчака, Софья Фёдоровна Колчак, родилась в 1876 году в Каменце-Подольском Подольской губернии (ныне Хмельницкой области Украины). Её отцом был действительный тайный советник Фёдор Васильевич Омиров. Мать Дарья Фёдоровна, урождённая Каменская, была дочерью генерал-майора, директора Лесного института Ф. А. Каменского, сестрой скульптора Ф. Ф. Каменского.
Потомственная дворянка, Софья Фёдоровна воспитывалась в Смольном институте и была образованной (знала семь языков, французский и немецкий знала в совершенстве), красивой, волевой и независимой по характеру (во многом это в дальнейшем сказалось на её отношениях с мужем).

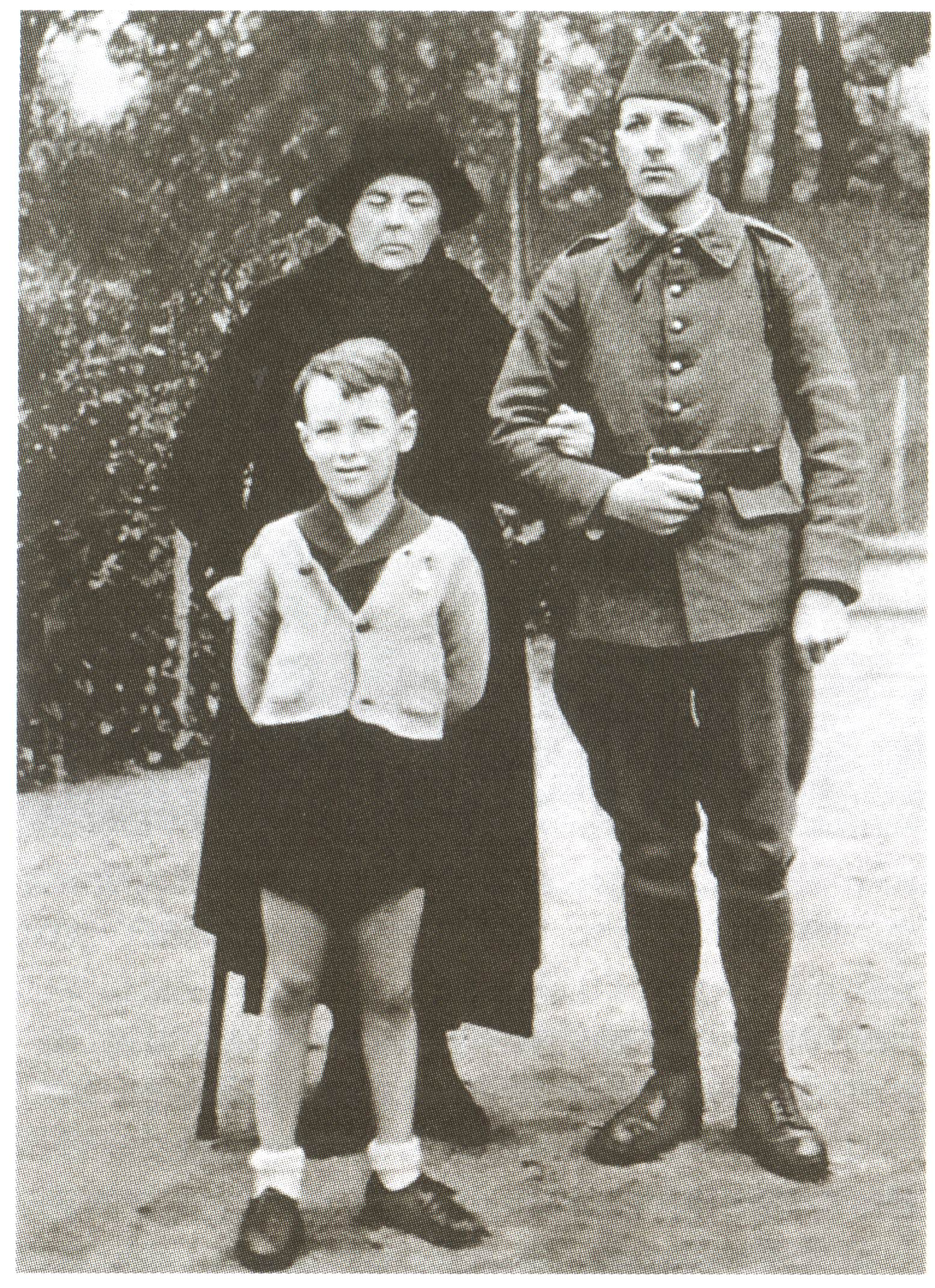
Софья Фёдоровна, сын Ростислав в форме французского офицера, внук Саша. 1939 год

По договорённости с Колчаком они должны были пожениться после его первой экспедиции. В честь Софьи (на тот момент невесты) был назван небольшой островок в архипелаге Литке и мыс на острове Беннетта. Ожидание растянулось на несколько лет. Они обвенчались 5 марта 1904 года в Свято-Харлампиевском храме в Иркутске.
Софья Фёдоровна родила от Колчака троих детей: первая девочка, Татьяна, родилась в январе 1908 года и умерла 18 января 1909 года в возрасте 11 месяцев 26 дней; сын Ростислав родился 9 марта 1910 года, дочь Маргарита (1912—1914) простудилась во время бегства от немцев из Либавы и скончалась.
Софья Фёдоровна жила в Гатчине, затем в Либаве. После обстрела Либавы немцами в начале войны (2 августа 1914 года) бежала, бросив всё, кроме нескольких чемоданов (казённая квартира Колчака была затем разграблена, и его имущество погибло). Из Гельсингфорса переехала к мужу в Севастополь, где во время Гражданской войны ждала мужа до последнего. В 1919 году ей удалось оттуда эмигрировать: британские союзники снабдили её деньгами и предоставили возможность выехать на корабле из Севастополя в Констанцу. Далее она перебралась в Бухарест, а затем уехала в Париж. Умерла в госпитале Лонжюмо в Париже в 1956 году и была похоронена на главном кладбище русского зарубежья — Сент-Женевьев де Буа. Последней просьбой адмирала Колчака перед расстрелом было: «Я прошу сообщить моей жене, которая живёт в Париже, что я благословляю своего сына». — «Сообщу», — ответил руководивший расстрелом сотрудник ВЧК С. Г. Чудновский.
Ростислав в 1919 году вместе с матерью покинул Россию и уехал сначала в Румынию, а потом во Францию, где окончил Высшую школу дипломатических и коммерческих наук и в 1931 году поступил на службу в Алжирский банк. Женой Ростислава Колчака была Екатерина Развозова, дочь адмирала А. В. Развозова. В 1939 году Ростислав Александрович был мобилизован во французскую армию, воевал на бельгийской границе и в 1940 году был взят в плен немцами, после войны вернулся в Париж. Слабый здоровьем, он умер 28 июня 1965 года и был похоронен рядом с матерью на Сент-Женевьев-де-Буа, где позже была захоронена и его супруга.
Их сын Александр Ростиславович (1933—2019) жил в Париже. После его смерти семейный архив, включавший паспорт Колчака, наградной лист на орден Святого Георгия 4-й степени и многие другие бумаги, был продан с аукциона.

## Происхождение
Род Колчаков относился к служилому дворянству Российской империи, был довольно обширным, в разных поколениях его представители очень часто оказывались связанными с военным делом.
Согласно одной версии, предком А. В. Колчака был турецкий военачальник, принявший мусульманство боснийский серб Илиас Колчак (или Калчак)-паша, комендант крепости Хотин на Днестре, взятый в плен фельдмаршалом Х. А. Минихом (1739). Известно, что у него было два сына: Мехмет-бей (1708 г. р.) и Селим-бей (1728 г. р.). Селим-бей был отправлен в Турцию, а потомки Мехмет-бея якобы получили российское подданство. Однако никаких доказательств, свидетельствующих о родственных связях «новых» Колчаков, начиная с Лукьяна, с хотинским комендантом и его сыновьями, не найдено. Современные российские историки указывают, что скорее всего Колчаки оказались в России не ранее второго раздела Польши в 1793 году — гораздо позже событий, связанных с русско-турецкой войной и пленением хотинского коменданта русскими войсками.
В источниках времён Павла I и Александра I упоминается сотник созданного в 1803 году и охранявшего границы России по Днестру Бугского казачьего войска Лукьян Колчак, который вместе со своими братьями получил земельные наделы в Ананьевском уезде Херсонской губернии, близ Балты, Жеребково и Кантакузенки, — прадед А. В. Колчака. Три сына сотника, Иван (1790 г. р.), Антон (1802 г. р.) и Фёдор (1817 г. р.), после смерти отца разделили между собой его имение. Фёдор Лукьянович выбрал военную службу и дослужился до чина полковника. Иван Лукьянович продал свою часть имения и уехал в Одессу, где приобрёл дом и поступил на гражданскую службу. Антон Лукьянович, судя по ревизской сказке о мещанах Одессы от 20 мая 1858 года (Государственный архив Херсонской области, ф. 22, оп. 1, д. 84, л. 834об.), семьи не имел и потомства не оставил. Указом Сената от 1 мая 1843 года Колчаки были утверждены в потомственном дворянстве и внесены в родословную книгу дворян Херсонской губернии.
Иван Лукьянович был отцом многодетного семейства: он воспитал троих сыновей и нескольких дочерей. Сыновей звали Василий, Пётр и Александр. Все они выбрали для себя военную карьеру, став морскими артиллеристами. Младший сын, Пётр, дослужился до капитана 1-го ранга; Александр, от которого взяла начало средняя линия Колчаков — помещиков Тамбовской губернии, закончил службу в чине генерал-майора.

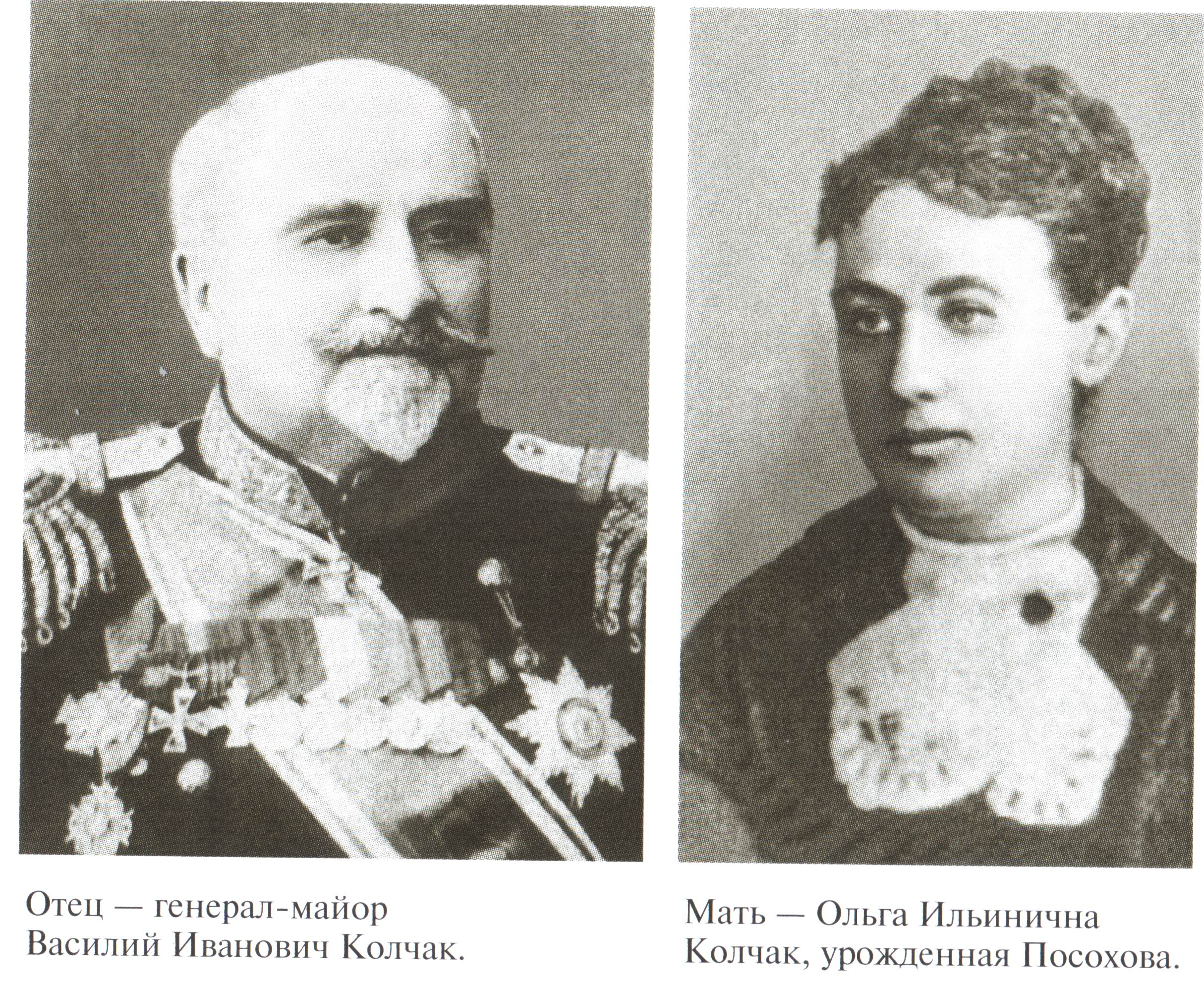
Родители А. В. Колчака

Старший сын Василий родился 1 января 1837 года. Воспитывался в одесском Ришельевском лицее, хорошо знал французский язык и был поклонником французской культуры. Василия родители готовили к гражданской службе, но в 1853 году началась Крымская война, и он по окончании лицея (1854) поступил на службу в морскую артиллерию Черноморского флота в младшем офицерском чине, в ходе обороны Малахова кургана отличился и был награждён солдатским Георгиевским крестом. Будучи раненным при обороне Севастополя, получил чин прапорщика. После войны окончил Горный институт в Петербурге и был командирован для прохождения практики на Урал, в Златоуст. Дальнейшая судьба Василия Ивановича была связана с Обуховским сталелитейным заводом, начиная с его пуска в 1863 году. Вплоть до отставки он служил здесь приёмщиком Морского министерства, имел репутацию человека прямого и крайне щепетильного. Был специалистом в области артиллерии, опубликовал ряд научных трудов о сталелитейном производстве, в 1903 году вышла его книга по истории Обуховского завода. После выхода в отставку в 1889 году (с присвоением чина генерал-майора) ещё 15 лет продолжал трудиться на заводе, заведуя пудлинго-прокатной мастерской.
Мать А. В. Колчака Ольга Ильинична (урождённая Посохова) (1855—1894) происходила из одесской купеческой семьи (хотя на допросе в 1920 году Колчак говорил о её дворянском происхождении). Её отец Илья Михайлович был потомственным почётным гражданином, многолетним гласным Одесской городской думы. Ольга Ильинична имела спокойный и тихий характер, отличалась набожностью и стремилась всеми силами передать её и своим детям.

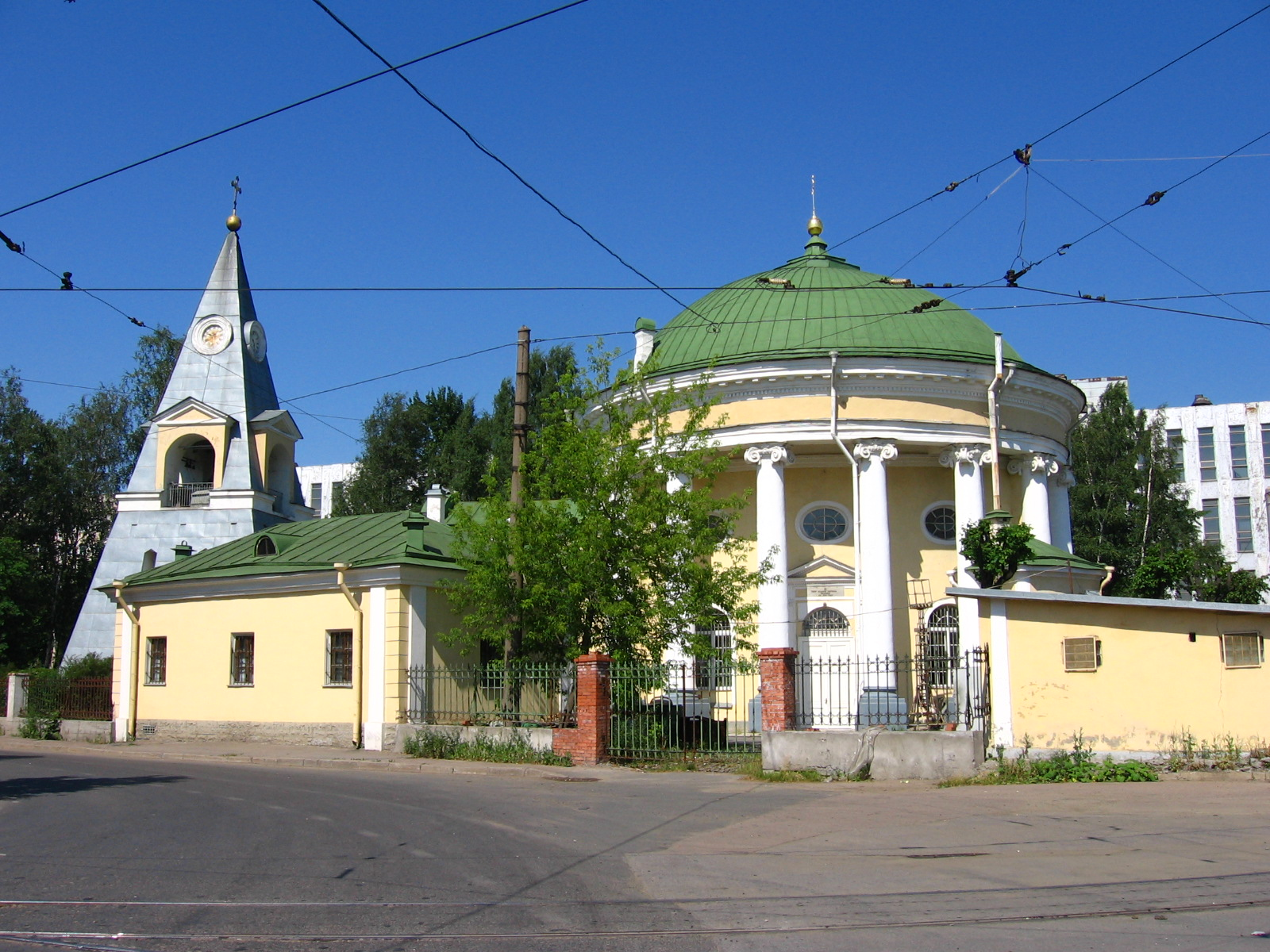
Троицкая церковь «Кулич и Пасха», где был крещён Александр Васильевич Колчак

Поженившись в начале 1870-х годов, родители А. В. Колчака поселились близ Обуховского завода, в селе Александровском, практически за тогдашней городской чертой. Супруга была на 18 лет моложе своего мужа. 4 ноября 1874 года у них родился сын Александр. Родители и сестра были похоронены неподалёку от Обуховского завода, на Успенском православном кладбище на Троицком поле; в советское время кладбище было ликвидировано.
Александр Васильевич Колчак родился 4 (16) ноября 1874 года.
Документ о рождении свидетельствует:

…в метрической 1874 года книге Троицкой церкви с. Александровского Санкт-Петербургского уезда под № 50 показано:
Морской артиллерии у штабс-капитана Василия Ивановича Колчак и законной жены его Ольги Ильиничны Колчак, обоих православных и первобрачных, сын Александр родился 4 ноября, а крещён 15 декабря 1874 года. Восприемниками его были: штабс-капитан морской Александр Иванович Колчак и вдова коллежского секретаря Дарья Филипповна Иванова.— 
Крестили мальчика в местной Троицкой церкви. Крёстным отцом новорождённого был его дядя, младший брат отца.

На допросах в Чрезвычайной следственной комиссии (январь — февраль 1920 года) Колчак о своём раннем детстве сообщил следующее: 
Я православный, до времени поступления в школу я получил семейное воспитание под руководством отца и матери.
Мать водила детей в церковь близ Обуховского завода.